# 밀크 워처

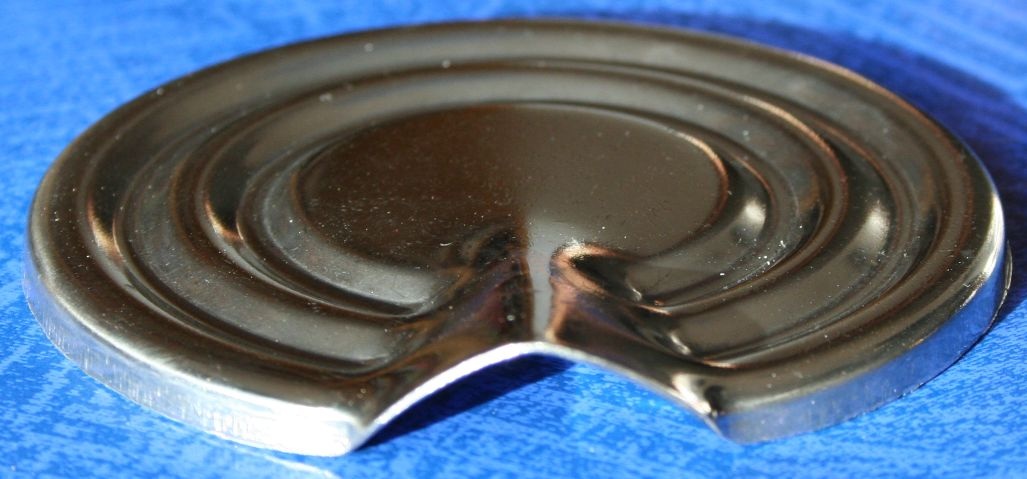
스테인리스 밀크 워처

밀크 워처(milk watcher), 밀크 세이버(milk saver), 팟 와처(pot watcher), 팟 마인더(pot minder), 밀크 가드(milk guard) 또는 보일 오버 프리벤터(boil over preventer)는 작은 증기 기포를 하나의 큰 거품으로 모아 액체의 거품이 끓어오르는 것을 방지하기 위해 냄비 바닥에 배치하는 조리 도구이다.

## 설명
밀크 워처는 한쪽에 노치가 있는 돌출된 테두리가 있는 디스크이다. 일부 밀크 세이버는 앞면이나 뒷면이 위를 향하도록 사용할 수 있고 두 개의 노치가 있는 것처럼 보이도록 설계되었다. 디스크 내부는 홈이 있는 쪽을 향해 위쪽으로 기울어져 있어 홈 바로 뒤에 수증기가 모일 수 있는 공간이 생성된다. 밀크 세이버 아래에 갇힌 수증기는 홈이 있는 면이 위로 올라가게 하고, 수증기를 방출하며 세이버가 팬 바닥에 다시 닿을 때 달그락거리는 소리를 낸다.